# Cerkiew św. Michała Archanioła we Florynce
Cerkiew św. Michała Archanioła we Florynce – dawna cerkiew greckokatolicka we Florynce, wzniesiona w 1875.
Cerkiew po roku 1947 została przejęta i użytkowana jako kościół rzymskokatolicki. Od 1951 roku pełni funkcję kościoła parafialnego pw. Najświętszego Serca Pana Jezusa parafii we Florynce.
Obiekt wpisany do rejestru zabytków nieruchomych województwa małopolskiego.

## Galeria zdjęć

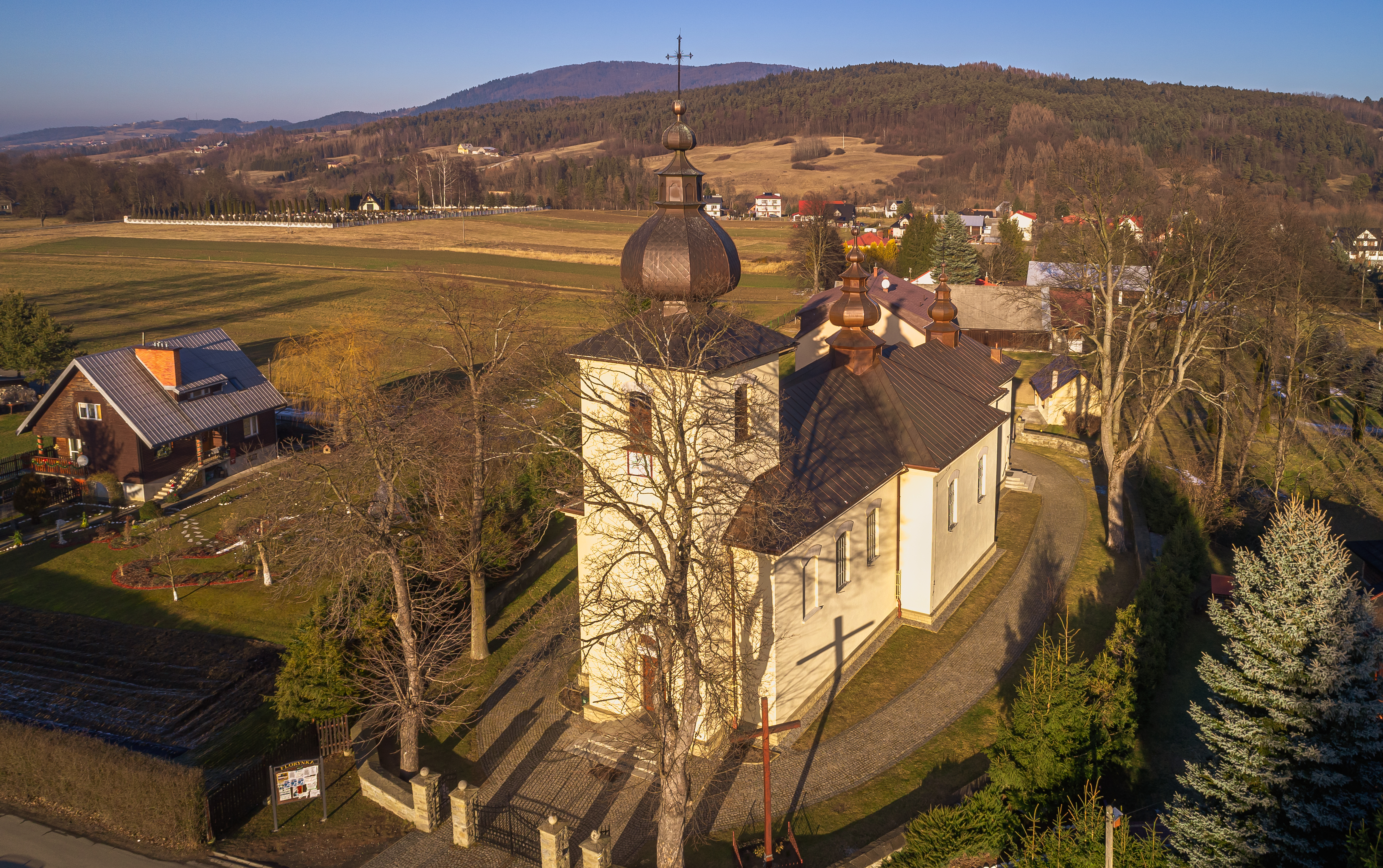
Widok z lotu drona
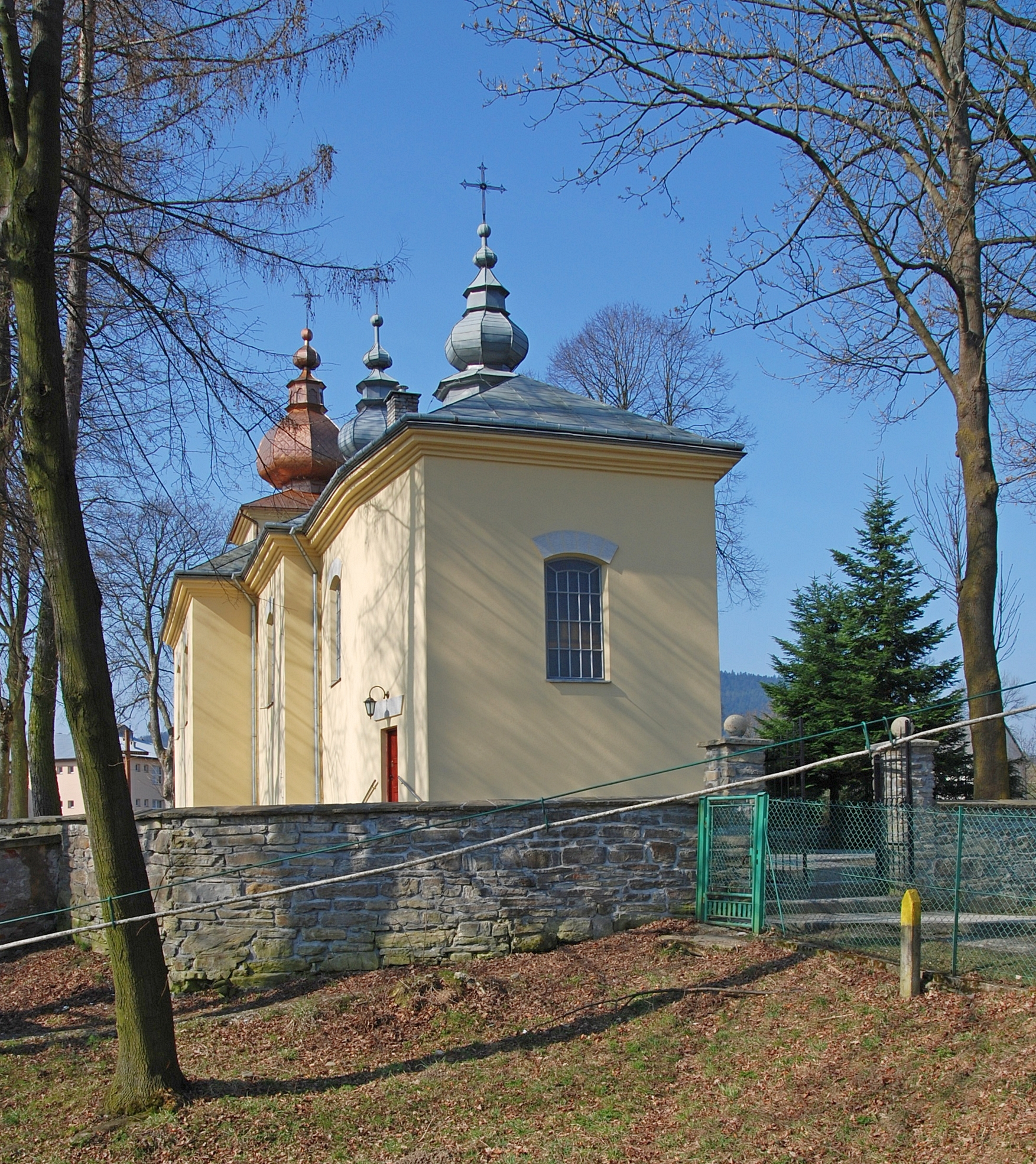
Widok od strony prezbiterium
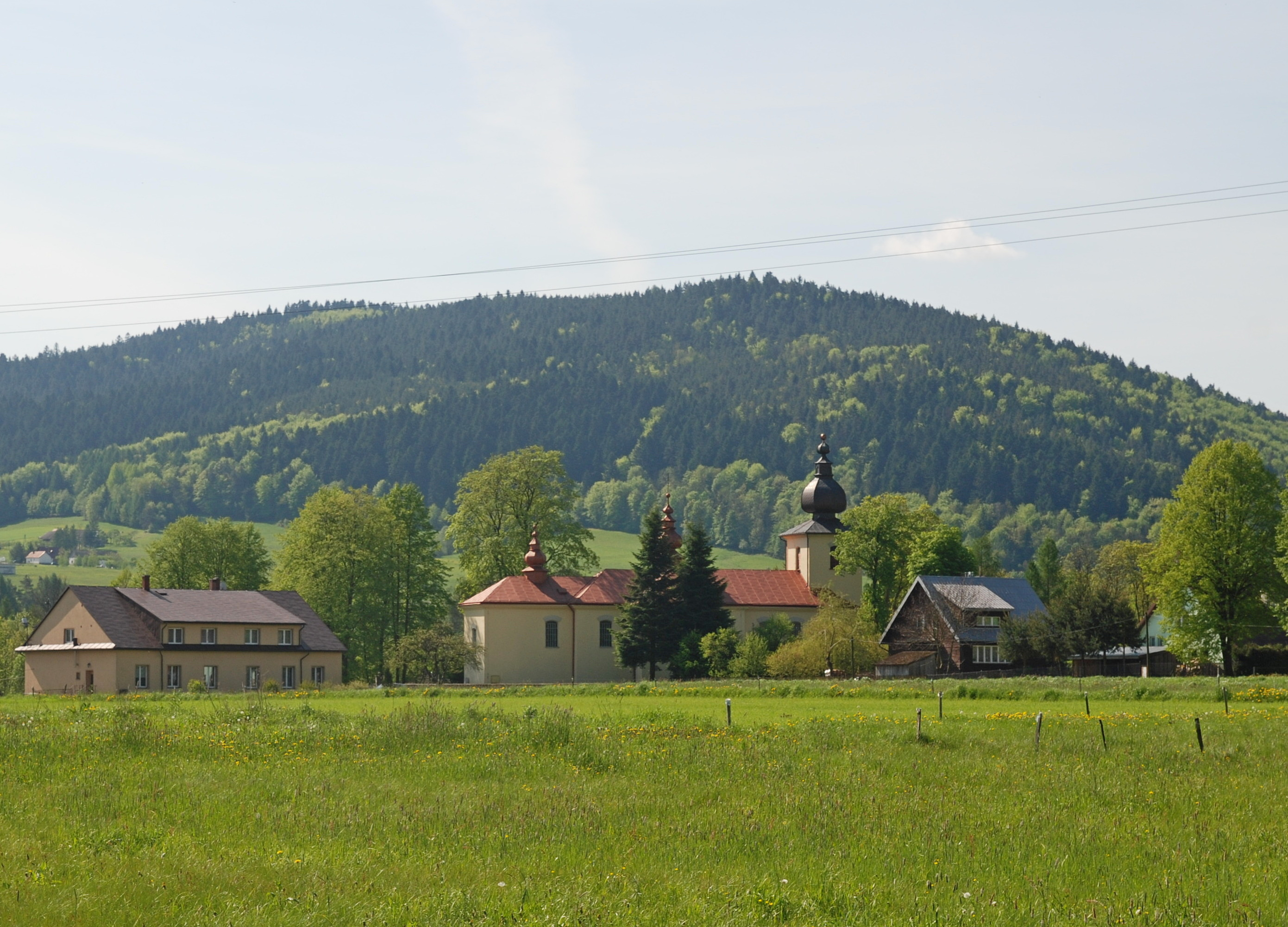
Widok na otoczenie
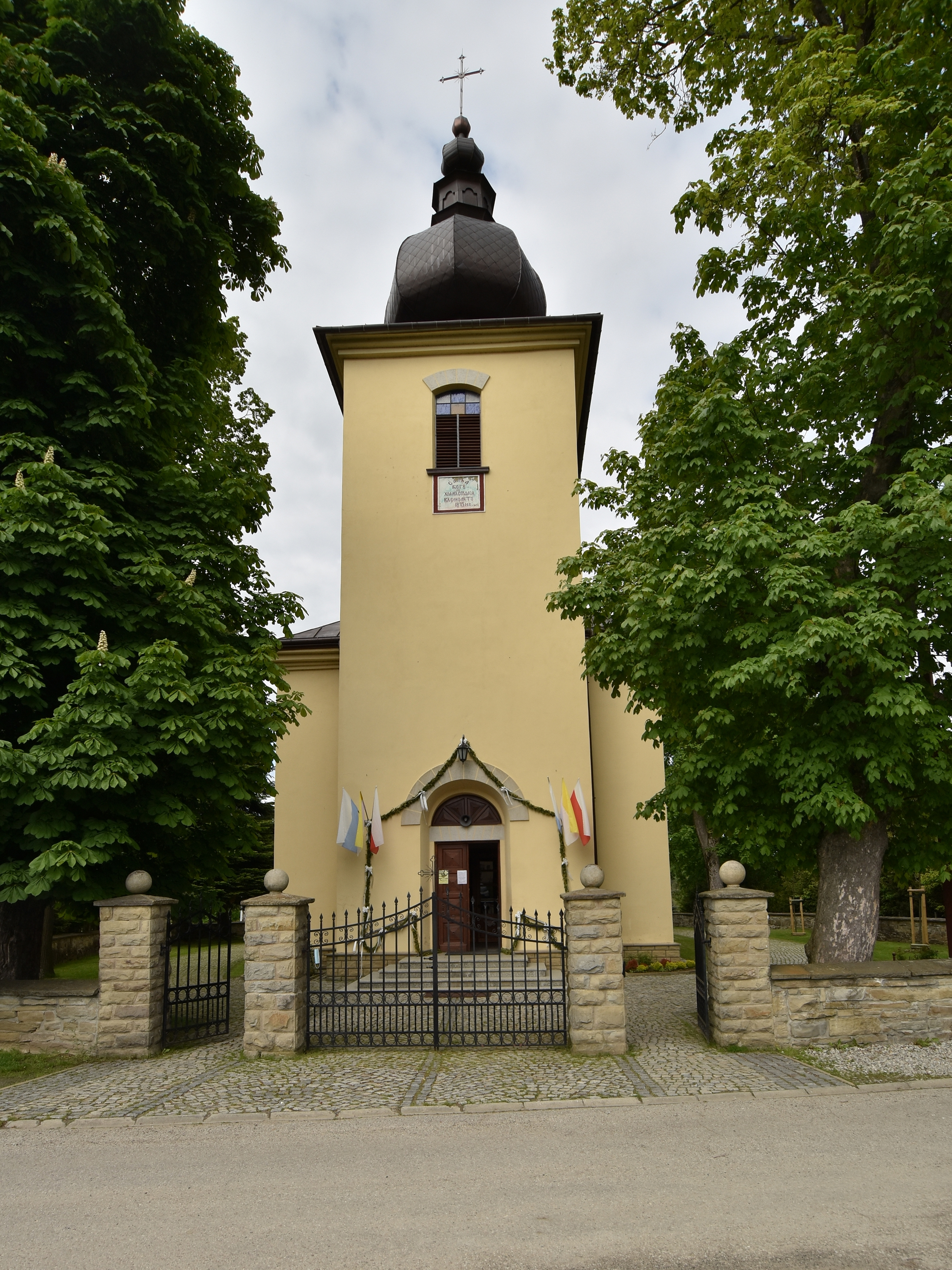
Elewacja frontowa